# Caseodus
Caseodus es un género extinto de peces cartilaginosos del orden Eugeneodontiformes que vivieron en el período Carbonífero.